# Parapsilocephala wilsoni
Parapsilocephala wilsoni är en tvåvingeart som beskrevs av Mann 1933. Parapsilocephala wilsoni ingår i släktet Parapsilocephala och familjen stilettflugor. Inga underarter finns listade i Catalogue of Life.